# Запрет любви
Запрет любви, или Послушница из Палермо (нем. Das Liebesverbot, oder Die Novize von Palermo) — ранняя опера Рихарда Вагнера по мотивам пьесы Уильяма Шекспира «Мера за меру». Время действия — XVI в. Место действия — Сицилия, Палермо.

## Общие сведения
В период написания оперы Вагнер был членом молодёжного движения «Молодая Германия». Идеология этого движения была пронизана идеями свободы и прогресса. Одним из членов «Молодой Германии» был Карл Гуцков, написавший фривольный роман «Валли сомневающаяся». За этот роман Гуцков был арестован, а опера Вагнера была написана в знак протеста против ареста. Кроме того, в это время у Вагнера начался роман с актрисой Минной Планер, на которой он впоследствии женился. Протестные настроения Вагнера, поддерживаемые его товарищами по молодёжному движению, привели Вагнера к мысли, что произведение с вызывающими идеями может его прославить. Поэтому Вагнер взял драму Шекспира и создал её комичный и вызывающий вариант. Любопытно, что Шекспир взял идею для сюжета своей пьесы «Мера за меру» из итальянской хроники, но перенёс действие в Австрию. По мотивам этой пьесы Вагнер и Пушкин написали свои произведения, перенеся действие обратно в Италию. Кроме того, оперу Вагнера роднит с поэмой Пушкина «Анджело» то, что они из мрачной пьесы Шекспира сделали достаточно светлые и жизнеутверждающие произведения. Но Вагнер не ограничился этим: он сделал главного отрицательного персонажа немцем, усилив вызывающий посыл своего произведения. Для создания итальянского колорита в музыке заметны многочисленные стилизации под итальянскую оперу.
Вагнер возлагал на эту оперу большие надежды, но по не зависящим от него обстоятельствам премьере сопутствовал громкий провал: сложные ансамбли, которыми Вагнер насытил своё произведение, чтобы угодить вкусам публики, не позволили артистам оперативно выучить текст, спектакль был плохо отрепетирован, дирекция театра не распечатала программы с кратким содержанием, и никто ничего не понял. На второе представление оперы пришло всего три человека, а артисты устроили за кулисами сцену ревности. В итоге спектакль пришлось прекратить. Опера никогда больше не исполнялась при жизни автора.

## Действующие лица
- Фридрих (Friedrich), в отсутствие Короля — наместник Сицилии (баритон)
- Люций (Luzio), молодой дворянин (тенор)
- Клавдий (Claudio), молодой дворянин (тенор)
- Антонио (Antonio), их друг (тенор)
- Анжело (Angelo), их друг (бас)
- Изабелла (Isabella), сестра Клавдия, послушница в монастыре Св. Елизаветы (сопрано)
- Мариана (Mariana), послушница в монастыре (сопрано)
- Бригелла (Brighella), шеф сыщиков (баритон)
- Даниэль (Danieli), хозяин винного ресторана (бас)
- Дорелла (Dorella), бывшая камеристка Изабеллы, служащая у Даниэля (сопрано)
- Понтий Пилат (Ponzio Pilato), слуга Даниэля (тенор)
- Члены суда
- Сыщики
- Жители разных сословий Палермо
- Народ
- Маски
- Музыканты